# George Kunda
George Kunda (Luanshya, 26 de febrero de 1956 – Lusaka, 16 de abril de 2012) fue un abogado y político zambiano, que fue el undécimo vicepresidente de Zambia de 2008 a 2011. Sirvió a la órdenes del Presidente Rupiah Banda hasta su marcha por la pérdida de las elecciones a cargo del partido de Michael Sata.

## Biografía
Hijo de minero, Kunda estudió en la Escuela Técnica de Serenje Boys y obtuvo la licenciatura en derecho en la Universidad de Zambia, Comenzó a practicar la abogació el 28 de abril de 1982. Comenzó su carrera en el Consejo Municipal de Luanshya como abogado antes de crear su propio bufete de abogados en 1990.
Aunque Kunda no compitió en las elecciones generales de 2001, ganó uno de los ocho escaños designados en el Parlamento. El Presidente Levy Mwanawasa le asignó el cargo de Ministro de Justicia y Fiscal General de 2002. De todas maneras, Mwanawasa retiró a Kunda del cargo del Fiscal General a favor de Mumba Malila en 2006 mientras que dejó a Kunda en su cargo de ministro de Justicia.
Desde 2008 hasta septiembre de 2011, Kunda sirvió como vicepresidente durante la presidencia de Rupiah Banda. En un miting en junio de 2011, Kunda declaró que Zambia estaba interesada en ampliar sus recursos mineros, como el mineral de hierro y el uranio.
En mayo de 2010, Kunda afirmó que la homosexualidad podía llevar al "sadismo y el satanismo". Kunda planteó el tema de la homosexualidad en los meses previos a las elecciones de 2011 como una "política de división"." Se dirigió al Parlamento el 18 de marzo de 2011 y afirmó que la homosexualidad en Zambia es ilegal y punible.
El 16 de abril de 2012, Kunda murió a causa de una insuficiencia renal. Fue enterrado en Leopards Hill Memorial Park en Lusaka el 20 de abril de 2012..